# Ferrovia Listowel-Ballybunion
La ferrovia Listowel-Ballybunion (in lingua inglese, Listowel and Ballybunion Railway) fu una linea ferroviaria monorotaia a sella di tipo Lartigue che collegava le due cittadine di Ballybunion e Listowel, nella contea del Kerry, in Irlanda. Nota anche come Lartigue Monorailway (nome che fa riferimento al sistema Lartigue), fu la prima monorotaia al mondo per il trasporto di passeggeri. La ferrovia fu operativa per 36 anni, dal 1888 al 1924 e venne riaperta nel 2003 su un breve tratto dimostrativo.

## Storia

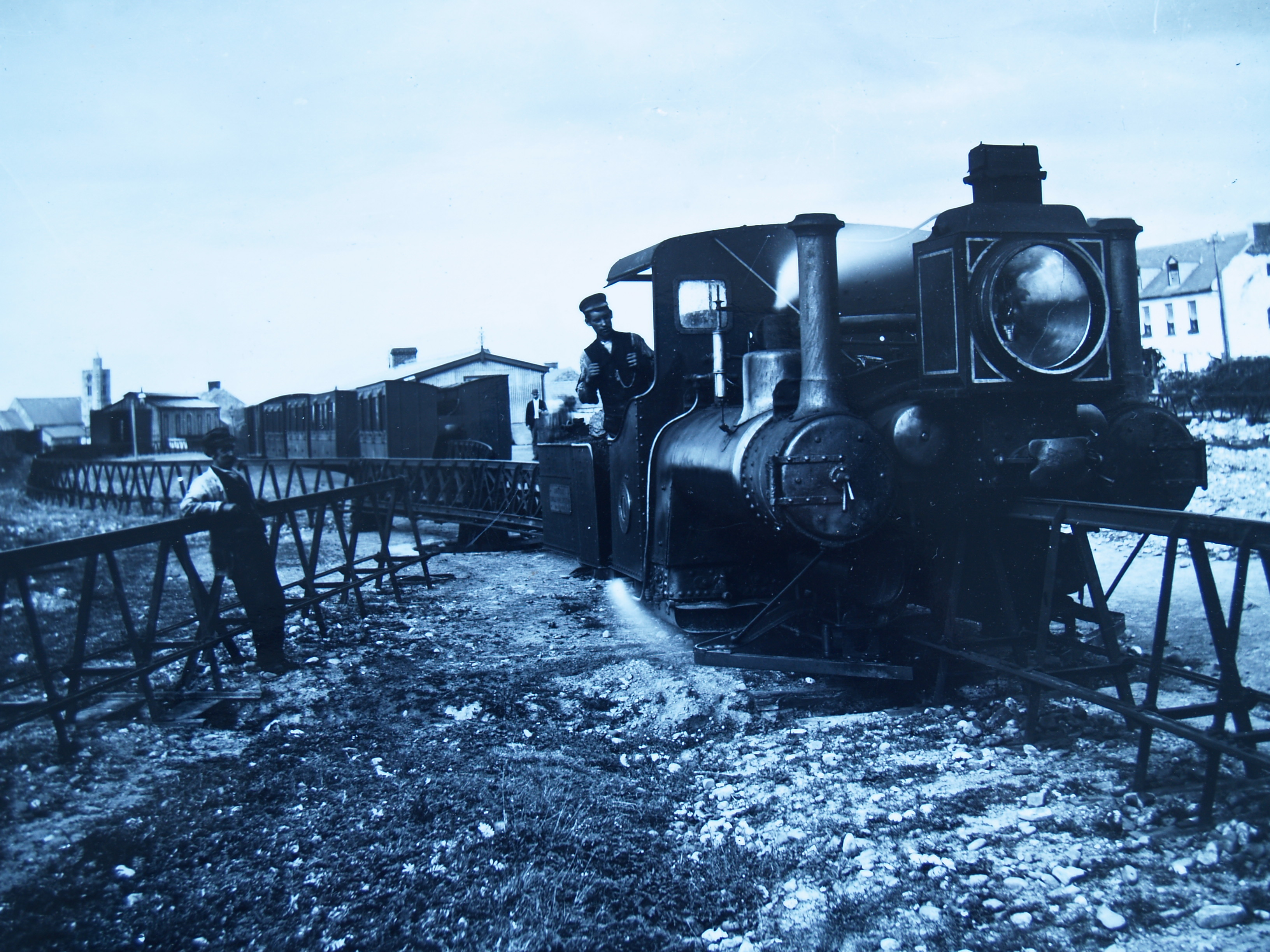
Convoglio in sosta presso la stazione di Ballybunion

Nel 1886 Lartigue portò un tratto della monorotaia da lui ideata in esposizione a Londra, nella speranza di vendere la sua idea come una valida opzione ferroviaria. Contemporaneamente la popolazione del Nord Kerry sottoscriveva una petizione per avere un collegamento ferroviario tra Listowel e Ballybunion: in quel momento la richiesta giaceva sulla scrivania di un ministro a Westminster. Si decise così che per il collegamento Listowel-Ballybunion sarebbe stato testato il sistema Lartigue.
La monorotaia, la cui costruzione era costata circa trentamila sterline dell'epoca, venne inaugurata il 1º marzo 1888.
Il treno trasportò passeggeri, ma anche bestiame e sabbia proveniente dalle spiagge. Tra i passeggeri vi furono i bambini che vi si recavano alle scuole secondarie di Listowel, persone di Limerick e Kerry che lo utilizzavano per raggiungere le spiagge di Ballybunion ed i campi da golf del Ballybunion Golf Club.
Le operazioni di imbarco potevano richiedere molto tempo, specialmente quando si trasportava bestiame, in quanto il carico doveva essere ben bilanciato sui due lati; il treno era noto per essere rumoroso e lento: impiegava circa 40 minuti a percorrere meno di 15 chilometri tra le due cittadine.
Nonostante i ricavi fossero a malapena sufficienti a garantirne il funzionamento, restò in esercizio per 36 anni fino al 1924. La chiusura fu dovuta ai pesanti danni subiti durante la guerra civile irlandese tra il 1921 ed il 1923; la struttura venne completamente smantellata tranne un piccolo tratto di rotaia.
Nel 1988 venne celebrato il centesimo anniversario dell'apertura della monorotaia con diverse iniziative tra cui alcune pubblicazioni sulla sua storia.
Vennero recuperati ed assemblati circa 50 metri della rotaia originale, e si cominciò a pensare ad una ricostruzione della monorotaia Lartigue. Nel 1990 venne così istituito un'associazione di volontari a Listowel, chiamata Lartigue Restoration Committee ("Comitato per la restaurazione della Lartigue", in inglese), con l'obiettivo di ripristinare l'antica monorotaia.

### La riapertura
Dopo un iniziale lavoro di raccolta fondi, nel novembre 2000 iniziarono i lavori sull'attuale sito in John B Keane Road a Listowel, diretti dai membri del Comitato, che vennero ultimati nel 2003: vennero realizzati circa 1000 metri di rotaia Lartigue, con tre piattaforme rappresentanti le antiche stazioni di Listowel, Lisselton and Ballybunion.
Le rotaie, le piattaforme girevoli, gli scambi ed il materiale rotabile vennero commissionati alla Alan Keef Ltd, azienda specializzata nella costruzione di piccole ferrovie turistiche e decauville. Sul sito dell'originale terminal di Listowel, che si trova a meno di 100 metri dall'attuale, è stato allestito un parco dove si trovano i resti dei deviatoi originali e le fondazioni del ricovero della locomotiva
.
Attualmente (2010) la struttura include anche un museo dedicato alla monorotaia Lartigue, alloggiato nell'ex-deposito merci della compagnia ferroviaria Great Southern and Western Railway (l'attuale Córas Iompair Éireann) che serviva la linea ferroviaria Limerick–Tralee.

## Tecnica

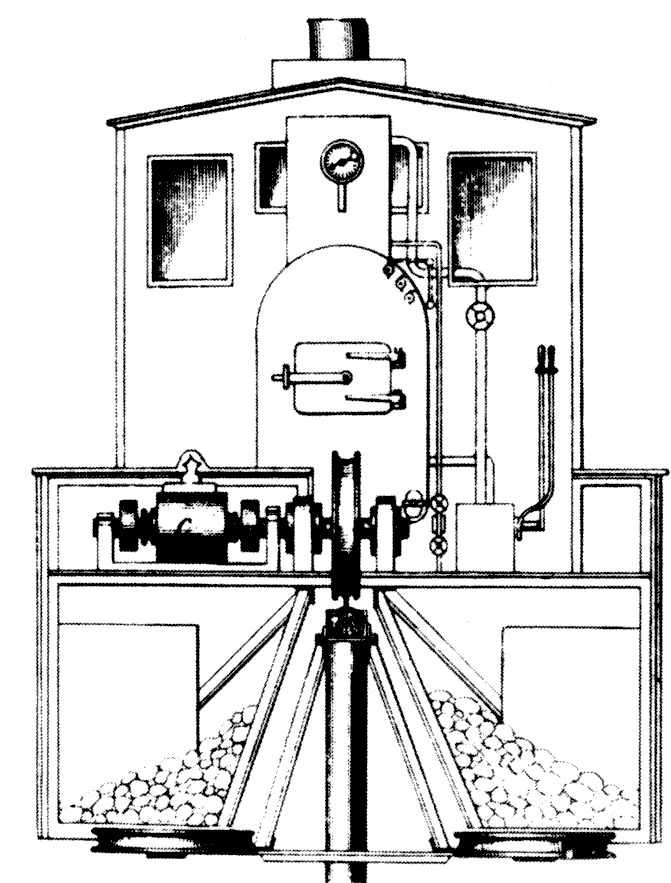
Sezione trasversale schematica di una locomotiva Lartigue, mostra la disposizione delle ruote (automotrice a vapore della Centennial Monorail)

Si tratta di una monorotaia tipo Lartigue, inventata dall'ingegnere francese Charles Lartigue, consistente in una struttura rialzata con sezione ad A, con un'unica rotaia centrale in cima, 3 piedi al di sopra del suolo. I vagoni sono costituiti da due cabine sistemate lateralmente al carrello centrale costituito da ruote verticali allineate; ruote orizzontali sotto i veicoli correvano invece su due rotaie di guida, senza alcuna funzione portante, sui lati della struttura della monorotaia per stabilizzare i veicoli. Si ritiene che Lartigue ebbe l'idea osservando i cammelli in Algeria, che portavano i carichi sistemati nelle gerle appese ai lati del dorso in modo da bilanciarne il peso.
La linea era dotata di piattaforme girevoli azionate manualmente, per invertire il senso di marcia della locomotiva.
Data l'evidente impossibilità di realizzare passaggi a livello a causa l'altezza della rotaia, le intersezioni con le strade erano realizzate mediante ponti levatoi o cavalcavia.

### La locomotiva originaria
La motrice era una particolare "locotender" 0-3-0 progettata dall'ingegnere svizzero Anatole Mallet (1837 – 1919) e costruita in 3 esemplari dalla società inglese "The Hudson Engine Co. LTD", che li consegnò il 10 ottobre 1887. Essendo divisa in due longitudinalmente dalla rotaia, essa aveva l'intero sistema di generazione del vapore sdoppiato e ripartito in modo simmetrico sui due lati per bilanciare il peso: quindi due caldaie con relativi bruciatori e comignoli. Allo stesso modo anche le cabine erano due, una occupata dal macchinista ed una dal fuochista.
Al centro, sull'asse longitudinale, si trovavano tre ruote in linea da 24 pollici di diametro che appoggiavano sulla rotaia centrale ed avevano funzione motrice.

### I vagoni
Le vetture per il trasporto dei passeggeri erano costituite da due cabine in legno poste lateralmente al carrello centrale. Furono costruite da Falcon Engine & Carworks LTD" di Loughborough, in Inghilterra.

### La locomotiva attuale
Si tratta di una accurata replica delle originali locomotive Hudson, andate perdute, realizzata dalla Alan Keef LTD. Pur mantenendo l'aspetto originale, si tratta però di un locomotore dotato di motore Diesel Perkins in luogo di quello a vapore. Le caldaie ed i comignoli hanno perciò una funzione puramente estetica. Anche i vagoni (due carrozze di terza classe) sono stati riprodotti dallo stesso costruttore attingendo sia alla scarsa documentazione sopravvissuta, sia alle testimonianze di coloro che si ricordavano di aver viaggiato sulla monorotaia originale.